# Капгра, Жан Мари Жозеф
Жан Мари́ Жозе́ф Капгра́ (фр. Jean Marie Joseph Capgras; 1873—1950) — французский психиатр.
Практиковал в Тулузе и в парижской больнице Святой Анны, где провёл ряд исследований совместно с Полем Серьё.
Известен, главным образом, благодаря описанному им впервые в 1923 г. бреду отрицательного двойника, получившему название синдрома Капгра.